# Minimo (browser)
Minimo (da "Mini Mozilla") è un progetto per creare una versione del browser Mozilla per dispositivi PDA e cellulari.
Il progetto punta anche a rendere più semplice per gli sviluppatori incorporare parti di Mozilla su sistemi con risorse limitate (per esempio, macchine con poca RAM).
Per minimizzare l'uso delle risorse di sistema, Minimo non include molte parti delle funzionalità non essenziali di Mozilla, come il supporto per l'FTP. In aggiunta, il browser usa la tecnologia small screen rendering per adattare le pagine web alle dimensioni dei display di questi piccoli dispositivi. L'interfaccia è progettata per occupare meno spazio possibile sullo schermo.
Attualmente, la maggior parte dello sviluppo di Minimo si è incentrata su dispositivi con ARM (come lo Hewlett-Packard iPAQ) con circa 64 MB di RAM, su sistema Familiar Linux e GPE Palmtop Environment. Minimo 0.1 è stato rilasciato per questa piattaforma nel 2004 e la versione 0.3 è programmata per la primavera 2005. Minimo è ora il browser di default per GPE.
Inoltre una versione Windows CE di Minimo è in fase di sviluppo, realizzata sul Pocket PC 2003 software development kit. Il primo rilascio di Minimo per Windows CE 2003 è datato febbraio 2005.
Chris Hofmann ha creato il progetto Minimo mentre lavorava per Netscape Communications.  Lui solo ha evitato che questo progetto venisse cancellato.  Il leale cane Sparky è la Chief Mascot del progetto. Attualmente Chris lavora per la Mozilla Corporation.
Lo sviluppatore principale di Minimo è Doug Turner, che ha guidato lo sviluppo sin dal suo concepimento. La Mozilla Foundation lo assunse nel dicembre 2004 per lavorare a tempo pieno su Minimo. Minimo è stata fondata dalla Nokia e altri. Il coinvolgimento di Nokia divenne pubblico nella metà del 2004.
Il 17 dicembre 2006, Turner, sul suo blog, rivelò che gli sviluppatori di Mozilla stavano esplorando alternative per un browser web per dispositivi mobili basato su Gecko. A fine 2007 Mozilla annunciò che il nuovo browser per dispositivi mobili che si sostituirà a Minimo si chiamerà Mozilla Fennec e sarà basato sul motore di rendering Gecko, lo stesso usato da Mozilla Firefox.